# ヴァンヴィエン駅
ヴァンヴィエン駅 （ラーオ語: ສະຖານີ ວັງວຽງ, 英語: Vang Vieng Station) は、ラオス人民民主共和国ヴィエンチャン県にあるラオス中国鉄道ヴィエンチャン・ボーテン線の旅客ターミナル駅であり、市街地から北東に約4キロ離れた標高約260mの場所にある。ヴィエンチャン駅から123km。プラットフォームからは集積場が見え、ラオスから中国への鉄道での鉱物輸送量は400万トン以上（開通後22か月）となっている。